# 5 Zapasowy Pułk Piechoty
5 zapasowy pułk piechoty – zapasowy oddział piechoty ludowego Wojska Polskiego.
Rozkazem ogólnym Dowództwa 1 Armii Polskiej nr 0168 z 5 sierpnia 1944 nakazano sformować przy 3 Froncie Białoruskim w rejonie Wilna 5 zapasowy batalion piechoty.
Rozkazem NDWP nr 66/org. z 24 października 1944 batalion przydzielono 2 Armii WP i jednocześnie przeformowano na 5 zapasowy pułk piechoty. Kolejnymi miejscami postoju jednostki były: Wilno, Białystok, Główne k. Łukowa, Rogożno, Wąsosz, Stara Wieś, Ostrzeszów. Po zakończeniu wojny przesunięto ją z Ostrzeszowa do Biedruska.
Rozkazami NDWP nr 192/org. z 5 sierpnia 1945 oraz dowódcy 2 AWP nr 182 z 15 sierpnia 1945, rozwiązano pułk, a stan osobowy osobowy przekazany został do odtwarzanej 4 Dywizji Piechoty.

## Żołnierze pułku
- Stanisław Kimszal